# Lipnice nad Sázavou
Lipnice nad Sázavou là một làng thuộc huyện Havlíčkův Brod, vùng Vysočina, Cộng hòa Séc.